# 亞布盧尼亞 (別列贊卡區)
46°53′23″N 31°32′22″E / 46.88972°N 31.53944°E
亞布盧尼亞（烏克蘭語：Яблуня），是烏克蘭南部的村莊，隸屬尼古拉耶夫州的尼古拉耶夫區。該村始建於1934年，面積9.68平方公里，海拔高度34米，2001年人口39，人口密度每平方公里4.03人。